# Amplicephalus chiquitana
Amplicephalus chiquitana är en insektsart som beskrevs av Rauno E. Linnavuori och Delong 1978. Amplicephalus chiquitana ingår i släktet Amplicephalus och familjen dvärgstritar. Inga underarter finns listade i Catalogue of Life.